# Окрогар, Антон
Антон Антонович Окрогар (словен. Anton Antona Okrogar; 1923, Загорье-об-Сави — 1955, Чрна-на-Корошкем) — югославский словенский партизан Народно-освободительной войны, майор ЮНА. Народный герой Югославии.

## Биография
Родился в 1923 году в Загорье-об-Сави. До войны работал слесарем.
На фронте с октября 1941 года, работал техником в партизанских рядах, нёс службу в Савиньском батальоне в Штирии. С ноября 1942 года командовал ротой в Западно-Корушском отряде, а позднее стал его командиром. В дальнейшем проходил службу во 2-й словенской ударной бригаде имени Любомира Шерцера. Дослужился до звания майора.
Семь раз был ранен в боях, за проявленные выдержку и терпение награждён 22 июля 1953 орденом Народного героя Югославии и медалью Партизанской памяти. После войны продолжил службу в югославской армии.
Скончался в 1955 году после продолжительной болезни в Чрне-на-Корошкем. Его имя носит начальная школа в родном городе Загорье-об-Сави.